# Røyken (plaats)
Røyken is een plaats in de Noorse gemeente Asker, provincie Akershus. Røyken telt 2810 inwoners (2007) en heeft een oppervlakte van 2,15 km².